# Plaza de Armas de Talca
La Plaza de Armas de Talca es la plaza mayor de la comuna homónima en la Región del Maule, Chile. Su ubicación representa al punto neurálgico de la comuna y da comienzo a la zona comercial. A su alrededor se encuentran algunas de las edificaciones y monumentos más importantes de la ciudad y la región, como la municipalidad, la Catedral y la sede del Gobierno Regional, entre otros.
Se ubica en el que fue el lugar original de fundación de la Villa San Agustín de Talca, el 12 de mayo de 1742, en un terreno donado por el convento de Los Agustinos al cual se le denominaba «Los Perales». 

## Historia

### Fundación y época colonial
La Plaza está ubicada en el lugar donde se fundó la Villa San Agustín de Talca, el 12 de mayo de 1742, en un terreno donado por el convento de Los Agustinos que se encontraba cuatro cuadras al sur de su convento llamado sitio de «Los Perales». Durante la época colonial, y tal como el resto de Plazas de Armas del país, el lugar actuaba como espacio de guarnición de la villa, contando con bodegas y caballerizas. A su vez, fue el lugar de inicio de la planificación de la ciudad, pues a su alrededor se trazaron las primeras calles y cuadras. También era el espacio del cabildo y la cárcel, donde, además, se hacían las ejecuciones públicas para delincuentes o conspiradores.   
En un primer momento, el entorno de la Plaza estaba ocupado por aristócratas y autoridades de diversos niveles. Así lo evidenciaba Juan Cornelio de Baeza, superintendente de la villa, en una carta de 1744. 

1. Primeramente el maestro don Antonio de Molina, cura y vicario de esta doctrina de San Agustín de Talca, que tiene su casa en el sitio que le fue asignado conjunto al que se asignó para iglesia matriz y casa episcopal o de cura, en una frente de cuadra a la plaza. El cual dicho maestro don Antonio tiene ya fabricada su iglesia en dicha, frente a la plaza y lugar asignado para ella, donde tiene colocado al Señor de cielos y tierra, puesta una cruz grande y campanario.
2. Itt. En el segundo costado de dicha plaza y hasta la medianía de dicha cuadra, tengo fabricado yo, el dicho corregidor, por orden de vuestra excelencia, la que me pertenece.
3. Itt. El comisario don Francisco de Silva, la otra mitad de dicha cuadra conjunta a la dicha mi casa, que ambos a dos se hallan en un costado; y dicho comisario vive en ella con su familia. 
4. Itt. En el tercero costado, plaza de por medio, se halla el comisario don Juan de Sepúlveda con su familia y en su casa. 
5. Itt. En la media cuadra conjunta se halla el capitán don Manuel de Toledo con su casa y familia.
6. Itt. En el cuarto costado de la dicha plaza, que se asignó toda su frente de la cuadra para casa de cabildo, casa de corregidores y cárcel, con cuartos para útil de ciudad, se está disponiendo actualmente la dicha cárcel con el concurso de algunos vecinos, que a vista de la gran necesidad que hay de ella para asegurar los reos de diferentes delitos, han concurrido contribuyendo ya con plata, ya con piedra y ya con otros materiales para que luego se levante, como lo espero y considero hecha según mi aplicación y vigilancia particular a esta obra tan necesaria.

A pesar de la aparente seguridad que se intentaba mostrar en la zona, las autoridades estaban preocupadas por el poco interés de la población para vivir en la zona, por lo que se generaron distintas ordenanzas que tenían como objetivo acerca a la población a la zona urbana, donde la Plaza era el centro.  
A medida que avanzaban los años, más personas se iban acercando a la ciudad. Como consecuencia, las familias que vivían alrededor de la Plaza comenzaron a mudarse hacia el norte de la ciudad, posibilitando la instalación de edificios públicos alrededor de esta. 

### Periodo independentista
Durante el proceso independentista del país, la Plaza sería el símbolo más importante de la ciudad, especialmente por su condición de guarnición. En 1814, la Plaza fue protagonista de la Toma de Talca, uno de los combates más importantes de la primera campaña de la guerra de la independencia, donde el bando patriota, dirigido por el español Carlos Spano, recibió la orden de proteger la Plaza del bando realista para asegura la ventajosa guarnición y ubicación de la ciudad. Eventualmente el ejército patriota cedería, lo que, sumado a otras situaciones, complicaría en primera instancia las ambiciones independentistas durante ese periodo. Posteriormente se erigiría un monolito en el lugar donde Carlos Spano perdió la vida.
La versión oficial de la historia de Chile afirma que en la Plaza de Talca, el día 12 de febrero de 1818, Bernardo O'Higgins proclamó la Independencia de Chile ante las tropas patriotas y el pueblo en general, habiéndolo hecho un mes antes en Concepción. Al parecer, esto generaría que la Plaza fuese renombrada, porque en un mapa de 1895 se establece que la Plaza era denominada como «Plaza de la Independencia».

### Urbanización postindependencia
Posterior a la independencia del país, y ya no siendo tan necesaria la guarnición al centro de la ciudad, la Plaza se empezó a convertir en el espacio de encuentro y el foco de las autoridades para darle una identidad más urbana a la vida en la ciudad. En 1858 comenzarían los primeros trabajos de hermoseamiento de la Plaza, plantándose los primeros árboles y flores, pavimentando las calles de su interior y exterior, e instalando los primeros elementos decorativos, como fuentes de agua.

En 1869, la municipalidad decidió por enumerar las calles, utilizando como el centro y origen de las calles la Plaza de Armas, definiendo las calles alrededor de esta como la primera en todas las direcciones: 1 norte, 1 sur, 1 oriente y 1 poniente. Durante los siguientes años, el municipio continuaría hermoseando la Plaza con tal de darle un valor estético. Para estas labores, se solicitaba el apoyo de los vecinos, quienes realizaban donativos.

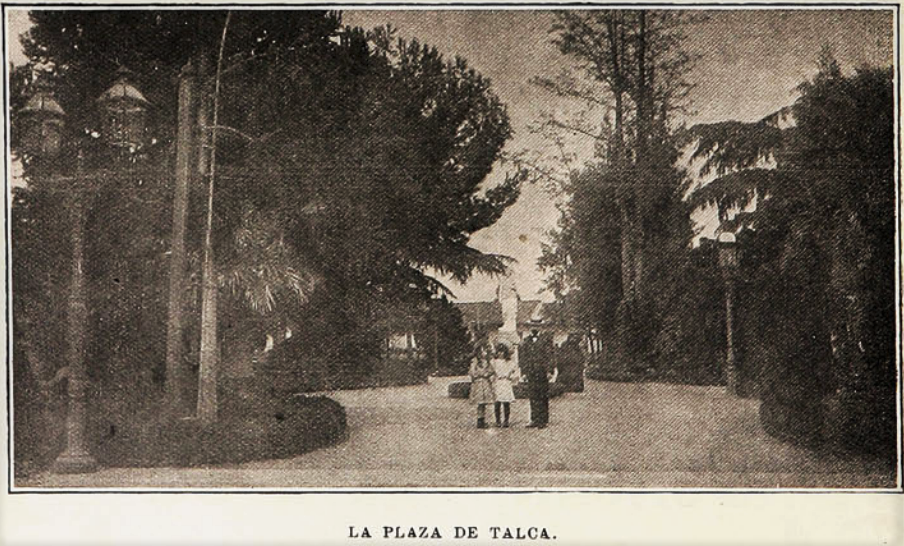
Plaza de Armas, 1906.

En 1902 la fundición de Roberto Williams entregó el característico quiosco, instalándose en el costado oriente de la Plaza, frente al palacio Consistorial.
Por todos estos trabajos y esfuerzos municipales, la Plaza de Armas sería caracterizada constantemente como una de las más hermosas y modernas del país, dentro de las primeras en tener alumbrado eléctrico.

La Plaza de Armas de esa ciudad es uno de los paseos favoritos por las bellezas que encierra y por el celo que la I. Municipalidad ha puesto siempre por hermosearla cuando sea posible.
Revista Sucesos

La Plaza representaba el progreso económico de la comuna durante finales del siglo XIX y principios del siglo XX.
Para el terremoto de 1928, la Plaza de Armas, junto con otros espacios públicos de la ciudad, se convertiría en uno de los espacios principales de refugio de las personas en medio del desastre. Los registros muestran que durante varios meses, en la Plaza se organizaron misas y se instaló provisioramente el correo.
Como consecuencia del daño generado por el terremoto, la gran mayoría de los edificios alrededor de la Plaza serían demolidos y reemplazados por nuevas construcciones modernas y más resistentes a sismos. Aprovechando eso, el municipio comenzaría a generar ordenazas nuevas para la construcción, facilitando el ensanchamiento de calles y la creación de la Avenida Isidoro del Solar, más conocida como La Diagonal.

### Actualidad
En la actualidad, la Plaza de Armas representa al centro de la ciudad. El crecimiento de la ciudad ha generado que la Plaza se encuentre ubique a un extremo de la zona comercial de la ciudad. 
En la Plaza se realizan constantemente ferias y festivales organizados por la municipalidad, lo que la convierte en el mayor punto de actividad comunal y regional durante dichas instancias. En este lugar se realiza la fiesta costumbrista del Chancho, el cual es considerado cómo el evento masivo más grande del invierno en Chile. Al haber edificios gubernamentales y municipales alrededor de la Plaza, esta también se convierte en el centro político de la comuna, donde se realizan ruedas de prensa y organizan eventos por parte de las autoridades.
Su importancia también la convierte en el centro social de la ciudad, siendo el lugar en el que se reúnen las personas a realizar manifestaciones sociales y celebraciones en distintos contextos (ya sean triunfos políticos, campeonatos deportivos, etc.). Esto fue muy notorio durante el Estallido Social de 2019, puesto que el lugar se convirtió en el punto neurálgico de las protestas más masivas de la historia contemporánea de Talca.

## Acontecimientos
- 12 de mayo de 1742: Fundación de Talca.
- Junio de 1796: Celebraciones por el título de ciudad a Talca.[12]
- 4 de octubre de 1810: Reconocimiento de la Junta de Gobierno.
- 4 de marzo de 1814: Toma de Talca.[2]
- 12 de febrero de 1818: Proclamación de la independencia de Chile por Bernardo O'Higgins.[Notas 1][13][14][15]
- 19 de abril de 1819: Intento de toma armada de José Prieto y Vargas.[16]
- Entre el 7 y 22 de febrero de 1859: Resistencia de la Toma de Talca.[17]
- Agosto y septiembre de 1891: Foco de manifestaciones por la Guerra Civil de 1891.[18]
- Diciembre de 1928: Refugio para damnificados del terremoto de 1928. Destrucción de casi todo su entorno.
- Octubre y noviembre de 2019: Foco de manifestaciones por el Estallido Social.[19][20]

## Entorno

### Costados

#### Norte

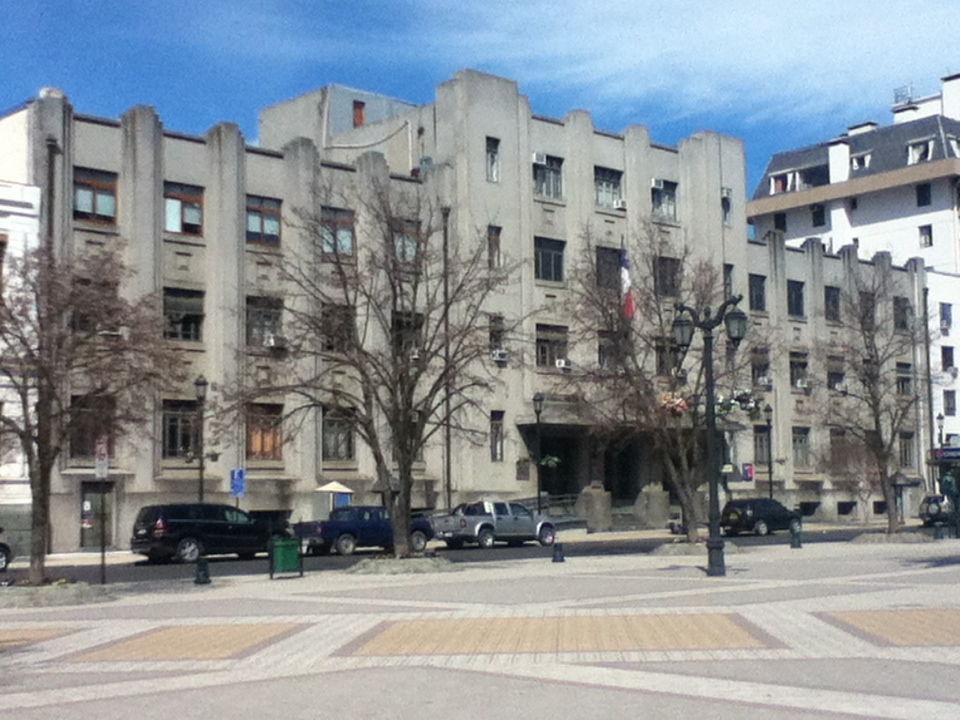
Edificio de Servicios Públicos en el costado oriente.

De poniente a oriente: Sede del Gobierno Regional, edificio del CORFO, edificio del Consejo Local de Deportes y la Municipalidad.
Frente a la municipalidad se encuentra, como homenaje a la Independencia de Chile una estatua tamaño real de Bernardo O'Higgins firmando el acta de la independencia.

#### Oriente
De Norte a sur: La sede de la Intendencia, el edificio de los Servicios Públicos y el edificio Cervantes.
Se destaca la sede de la intendencia, el cual es uno de los edificios más antiguos y el único de estilo neoclásico en seguir en pie alrededor de la plaza. Data de la segunda década del siglo XX.

#### Sur
De oriente a poniente: Edificio O'Higgins, un edificio habitacional y comercial que incluye el cine plaza, y la sede del BCI.
En el edificio O'Higgins se encontraba el Banco de Talca, inaugurado a finales del siglo XIX. El edificio actual, inaugurado en 1930, mantiene los cimientos y ventanas inferiores del edificio antiguo, el cual era de estilo neoclásico.

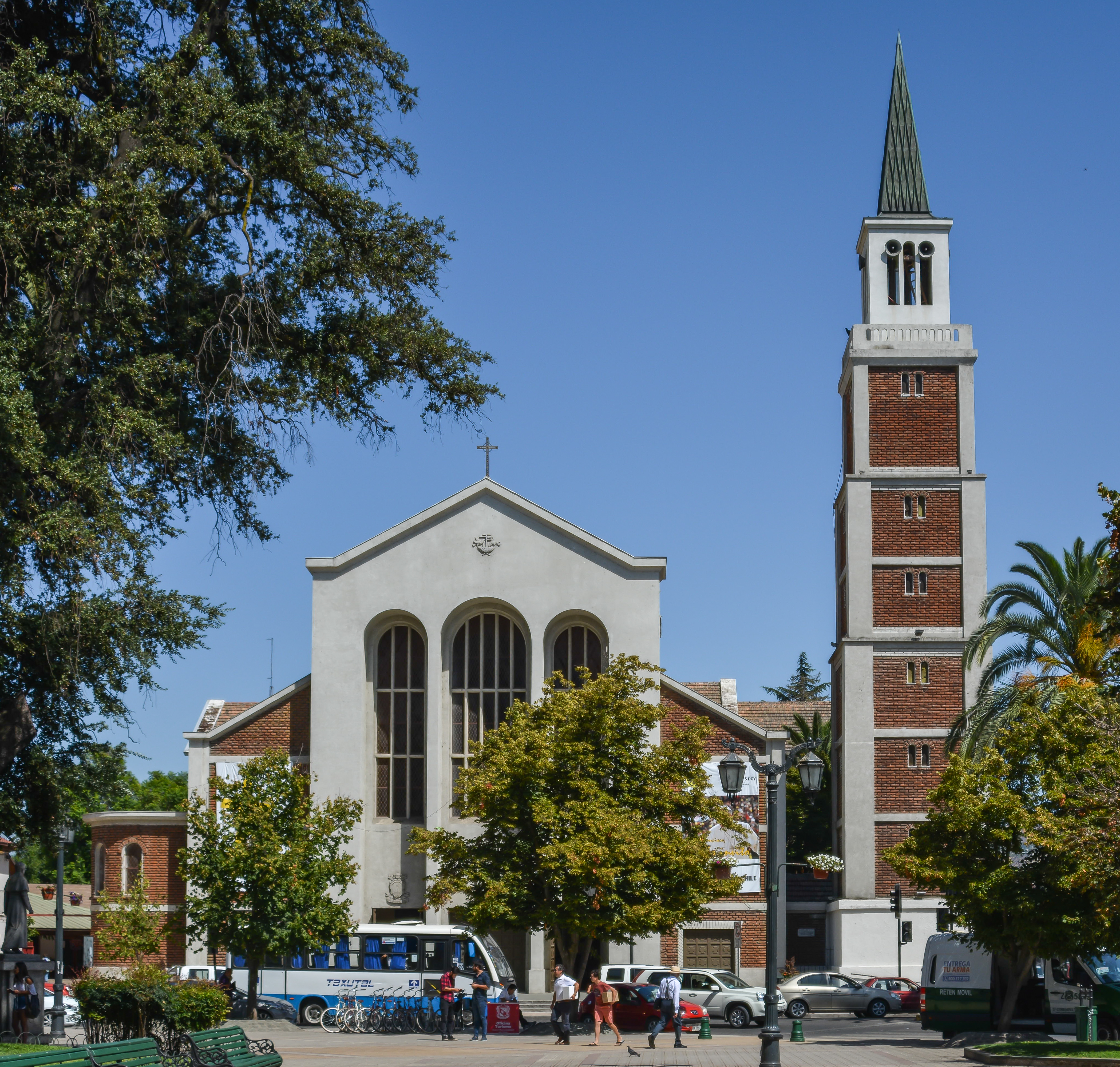
Catedral de San Agustín, en el costado poniente.

#### Poniente
De sur a norte: Edificio del Banco Itaú y Scotiabank, casa central de la Universidad de Talca, edificio municipal y la Catedral de San Agustín.
En la ubicación de la Galería de Arte de la UTAL antiguamente se encontraban el Hotel Plaza y el Banco Sud americano, el edificio data de 1942 pero el hotel en particular estuvo emplazado en dicho lugar al menos desde inicios de siglo. Otro elemento destacable es el edificio del Banco Itaú, el cual solía ser una vivienda. No se tiene una fecha exacta de la construcción de dicha vivienda, pero se destaca por aparecer en grabados de finales del siglo XIX, con un llamativo balcón que aún conserva.

### Intersecciones

#### Norponiente
Avenida Isidoro del Solar, denominada también como La Diagonal. En su momento era la única calle de la zona céntrica que no respetaba el Trazado Hipodámico planificado para la ciudad.

#### Nororiente
Edificio Plaza Centro

#### Suroriente
Edificio de Oriencoop

#### Surponiente
Edificio Plaza Talca

Antiguamente se encontraba la Casa Colorada, una vivienda antigua.

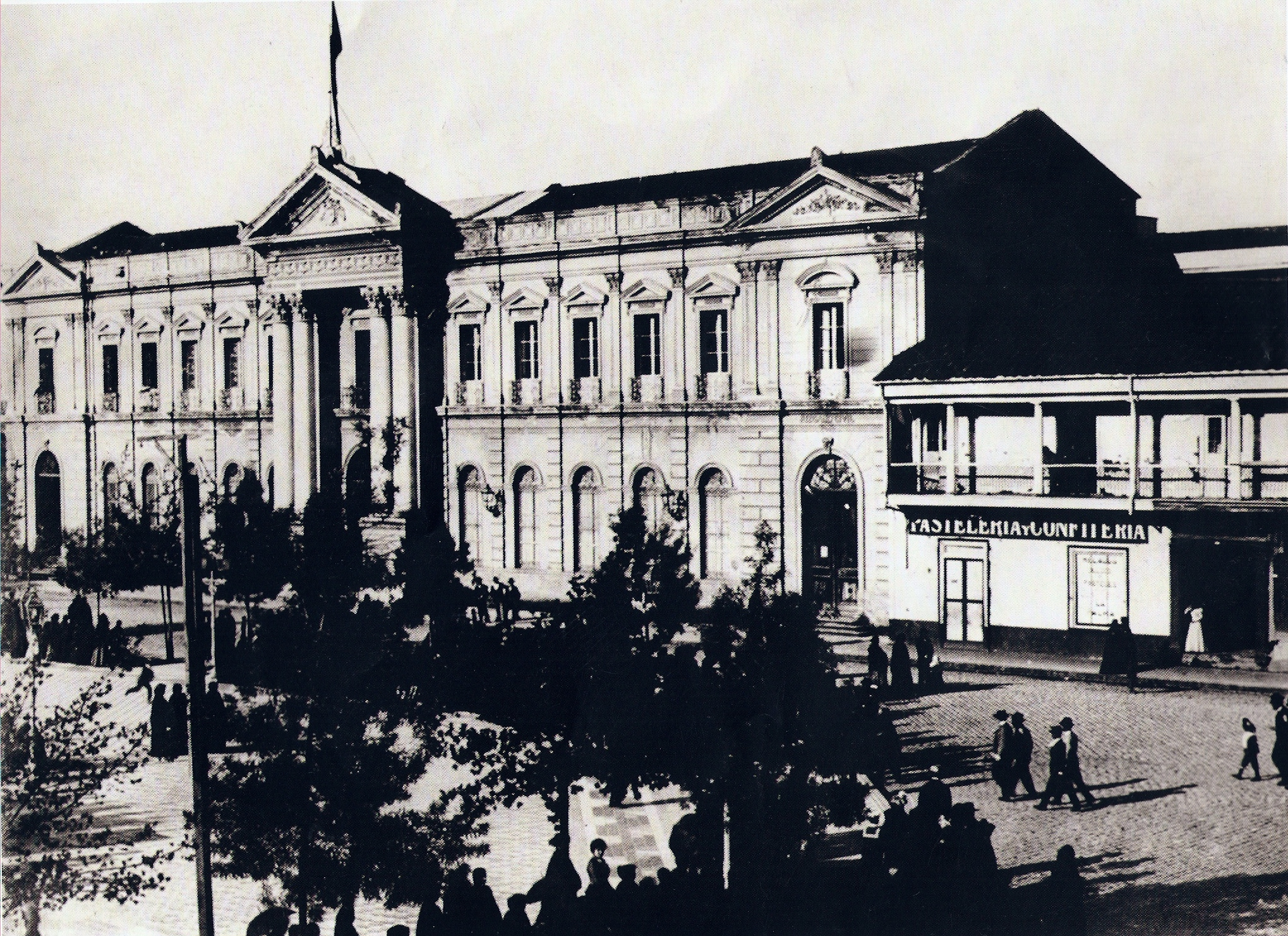
Palacio Consistorial de Talca, en el costado Norte.

### Lugares históricos desaparecidos
- Del costado norte de la Plaza se encontraba el Palacio Consistorial, un edificio de estilo neoclásico construido en el siglo XIX. Sufrió daños irreparables y fue demolido luego del terremoto de 1928
- En el lado poniente se encontraba la antigua Iglesia Matriz, la cual había sido inaugurada a mediados del siglo XIX.[21] Sufrió daños irreparables y fue demolida luego del terremoto de 1928. Ya había sufrido fuertes daños por el terremoto de 1906.
- En el costado sur de la Plaza se encontraba la primera sede del Club Rangers de Talca. Inaugurada el 11 de julio de 1932, es la única sede deportiva que se ha instalado en los alrededores de la Plaza. El lugar contaba con cancha de basketball, un ring montable, una pista de baile y otros espacios.[22] Funcionó allí hasta 1941.[23]

## Monumentos

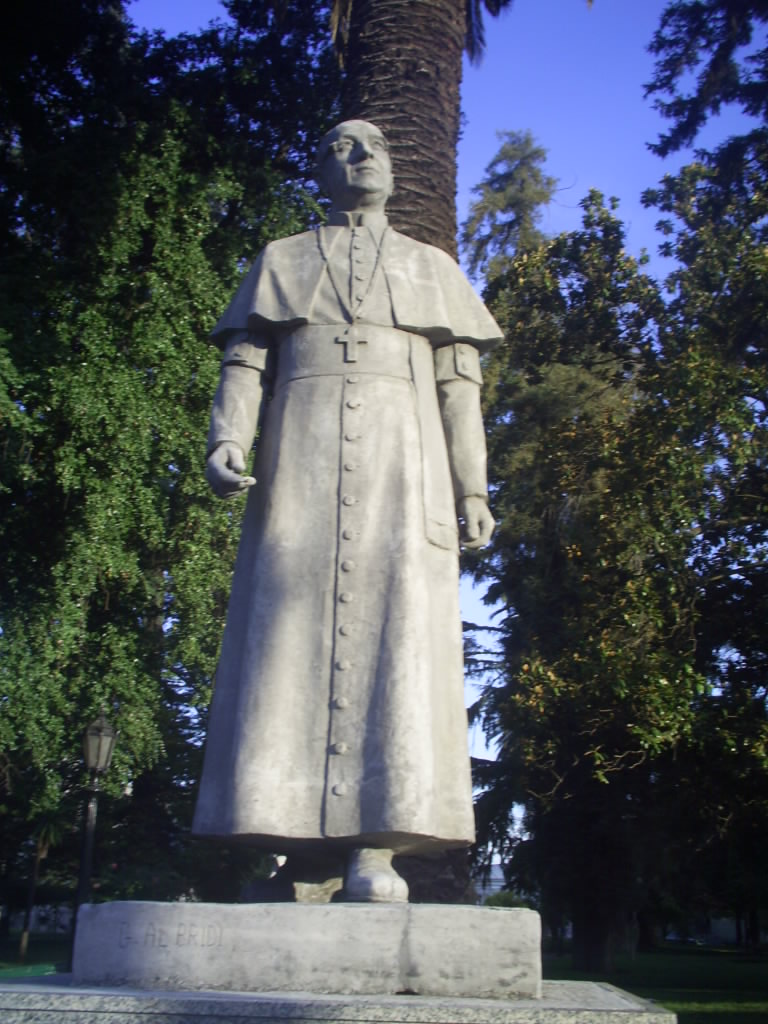
Monumento al Monseñor Manuel Larraín, frente a la Catedral.

- Monumento al Monseñor Manuel Larraín (1972 o 1973)[24]
- Quiosco (1902)
- Monumento a Carlos Spano (1971)[25]
- Monolito homenaje a la Fundación de Talca (1967)[26]
- Estatuas de mármol obtenidos de la guerra del Pacífico (año desconocido)
  - Tres soldados medievales[Notas 2]
  - Deméter
  - Copa ornamental
- Fuentes de agua